# Hamushia
Hamushia es un género de insecto coleóptero de la familia Chrysomelidae.

## Especies
Las especies de este género son:
- Hamushia eburata (Harold, 1879)
- Hamushia konishii Chujo, 1956